# Virgen del Carmen (Morropón)
Virgen del Carmen es una localidad peruana ubicada en el distrito de San Juan de Bigote en la provincia de Morropón del departamento de Piura, al norte del Perú. En el 2017 tenía una población de 126 habitantes según el INEI.